# Скрылев, Сергей Александрович
Серге́й Алекса́ндрович Скрыле́в (род. 1 марта 1958, с. Соловьевка, Топчихинский район, Алтайский край) — генеральный директор, позднее — первый заместитель генерального директора ООО «ТюменНИИгипрогаз», директор Тюменского филиала ООО «Газпром проектирование», геофизик, кандидат геолого-минералогических наук. Награждён медалью «За заслуги в разведке недр» (1990). Действительный член Академии технологических наук РФ (2012).

## Детство и учёба
Родился в семье колхозников: мать работала дояркой, отец — трактористом. После четырёх классов начальной школы на учёбу ездил в соседнее село, где была школа-восьмилетка.
В 1977 году с отличием окончил Семипалатинский геологоразведочный техникум, в 1982 году — Тюменский индустриальный институт по специальности «геофизические методы поисков и разведки месторождений полезных ископаемых», квалификация — «горный инженер-геофизик». Во время производственной практики побывал на Сахалине, на Приполярном Урале, в Уренгое.
В 1993 году заочно окончил аспирантуру при научно-производственном государственном предприятии по геофизическим работам в скважинах (НПГП «ГЕРС») Министерства геологии СССР (г. Тверь). Кандидат геолого-минералогических наук (1993).

## Работа
Трудовую деятельность начал в 1976 году рабочим в Хойтинской партии Гравиметрической экспедиции № 3 (г. Красноярск). В 1982-1986 годах работал в Урайской промыслово-геофизической конторе, затем в тресте «Красноленинскнефтегеофизика» (г. Нягань) в качестве техника-оператора, геофизика-оператора, начальника комплексной, а затем опытно-методической партии. В 1986-1993 годах в качестве старшего, а вскоре и главного геофизика, начальника партии подсчёта запасов работал в ПГО (затем — ГГП) «Енисейнефтегазгеология».
В 1993—1995 годах — главный геолог ОАО «Приобьнефтегеофизика».
В 1996—1997 годах — начальник тематической экспедиции, главный геофизик Комплексной геологической экспедиции ОАО «Кондпетролеум» (ныне ТНК-Нягань).
В 1997—1998 годах — начальник геологического отдела, отдела развития и использования минерально-сырьевой базы ТПП «Урайнефтегаз» ООО «Лукойл — Западная Сибирь».
В 1998—2000 годах — заведующий лабораторией ОАО «СибНИИНП».
В 2000—2002 годах — директор департамента, заместитель генерального директора ЗАО «Тюменский институт нефти и газа».
С 2002 года работает в ООО «ТюменНИИгипрогаз» — сначала заведующим лабораторией промысловой геологии и подсчёта запасов углеводородного сырья, позднее заведующим отделом промысловой геологии, геофизики и подсчёта запасов углеводородного сырья.
В 2007 году был назначен заместителем генерального директора ООО «ТюменНИИгипрогаз».
В июле 2009 года назначен временно исполняющим обязанности генерального директора и в 2010 году утверждён в этой должности.
В 2015 году ОАО «Газпром» было принято решение о консолидации проектных активов в рамках вновь созданной компании ООО «Газпром проектирование», в состав которого войдут восемь проектных институтов, включая ООО «ТюменНИИгипрогаз». В рамках первого этапа этого процесса 13 мая 2015 года генеральный директор ООО «Газпром проектирование» Олег Андреев был назначен также генеральным директором ООО «ТюменНИИгипрогаз». Сергей Скрылев стал его первым заместителем. 28 сентября 2017 года ООО «ТюменНИИгипрогаз» прекратило деятельность в связи с присоединением к ООО «Газпром проектирование».

## Научная карьера
Автор более 40 научно-исследовательских и проектных работ в области геологического изучения, моделирования, подсчёта запасов углеводородов и проектирования разработки газоконденсатных, нефтегазоконденсатных и нефтяных месторождений Западной и Восточной Сибири (Уренгойское, Ямбургское, Заполярное, Ен-Яхинское, Песцовое, Юбилейное, Талинское, Ем-Еговское, Сузунское, Собинское, Юрубчено-Тохомское, Оморинское, Берямбинское, Чиканское и другие). Результаты этих работ внедрены на предприятиях крупнейших нефтегазодобывающих предприятий Сибири и Дальнего Востока: ООО «Газпром добыча Надым», ООО «Газпром добыча Уренгой», ООО «Газпром добыча Ямбург», ООО «Газпром добыча Ноябрьск», ОАО «ТНК-Нягань», ООО «Славнефть-Красноярскнефтегаз», ООО «Газпром геологоразведка» (ранее ОАО «Красноярскгазпром», ООО «Газпром добыча Красноярск»), ООО «Газпром добыча Иркутск».
Автор более 50 опубликованных трудов.
Кандидат геолого-минералогических наук (1993).

## Государственные награды
Награждён медалью «За заслуги в разведке недр» (1990).

## Увлечения
С детства увлекается фотографией. Среди других увлечений — рыбалка, русский бильярд, путешествия. В 2013 году издал фотоальбом «Мир моими глазами», в который вошли как семейные снимки разных лет, так и фотографии, сделанные во время путешествий по России и зарубежным странам.